# Kemajou Dibami
Junior Kemajou Dibami (ur. 4 grudnia 1995) – kameruński piłkarz grający na pozycji napastnika. Od 2021 jest zawodnikiem klubu Bamboutos FC.

## Kariera klubowa
Swoją karierę piłkarską Dibami rozpoczął w klubie Botafogo Duala. W sezonie 2014 zadebiutował w jego barwach w drugiej lidze kameruńskiej. W debiutanckim sezonie wywalczył z nim awans do pierwszej ligi. W sezonie 2015/2016 grał w marokańskim Chabab Rif Al Hoceima. W latach 2016–2018 był zawodnikiem Eding Sport FC. W sezonie 2017 wywalczył z nim mistrzostwo Kamerunu, a w sezonie 2018 zdobył Puchar Kamerunu. W latach 2019–2020 występował w New Star FC, a w 2021 przeszedł do Bamboutos FC. W sezonie 2022/2023 wywalczył z nim wicemistrzostwo Kamerunu.

## Kariera reprezentacyjna
W reprezentacji Kamerunu Dibami zadebiutował 9 listopada 2022 w zremisowanym 1:1 towarzyskim meczu z Jamajką, rozegranym w Jaunde.